# Vasile Luca
Vasile Luca, nato László Luka (Szentkatolna, 8 giugno 1898 – Aiud, 23 luglio 1963), è stato un politico romeno.
È stato un dirigente del Partito Comunista Rumeno (PCR) dal 1945 fino al suo arresto negli anni Cinquanta. Nel 1940-41 ha svolto la sua attività politica nella Repubblica Socialista Sovietica Ucraina, arrivando a schierarsi dalla parte di Ana Pauker durante la seconda guerra mondiale. Tornato in patria alla conclusione del conflitto, fu Ministro delle Finanze e uno dei leader principali del nascente regime comunista, prima di essere messo da parte da Gheorghe Gheorghiu-Dej agli inizi degli anni Cinquanta. Sposato con Elisabeta Luca, volontaria delle Brigate Internazionali durante la Guerra civile spagnola e successivamente arrestata in patria insieme al marito negli anni Cinquanta.

## La vita

### Gli esordi in politica
Nacque a Szentkatolna (o Sâncatolna - oggi Catalina), una città della Transilvania allora facente parte dell'Impero austro-ungarico, da una famiglia proletaria. di origine ungherese-sicula. Secondo un'ipotesi incerta dagli alcuni storici e giornalisti romeni, avrebbe "confidato" negli ultimi anni della sua vita di essere di origine ebraica. Anche un'altra ipotesi, probabilmente sbagliata, lo considera di origine "tedesca transilvana".
Quando la Transilvania passò sotto il controllo della Romania, dopo la prima guerra mondiale, Luca si unì alla Divisione sicula guidata da Károly Kratochwill (un gruppo militare non-comunista creato in Ungheria da rifugiati ungheresi) che cercava di opporsi all'offensiva romena in Ungheria.
Dopo che l'esercito romeno ebbe abbattuta la Repubblica dei Consigli di Béla Kun in Ungheria, Luca si stabilì a Brașov dove trovò impiego nella Azienda Ferroviaria Romena; in quel periodo tentò di assumere la guida del sindacato dei ferrovieri, allineandolo alle posizioni del Profintern, l'Internazionale comunista dei sindacati. In seguito Luca ammise di aver commesso un errore ad abbandonare la Divisione sicula (dopo che presumibilmente era stato persuaso a farlo da un gruppo di lavoratori di Satu Mare), perché aveva perso un'opportunità per compiere la sua attività rivoluzionaria sotto le direttive del Comintern, anche se gli era stato negato l'ingresso nel Partito Comunista Ungherese.
Poco tempo dopo, aderì all'ala maggioritaria, e massimalista, del Partito Socialista romeno che costituì in seguito il Partito Comunista Rumeno.
Nel 1924, non appena il partito fu messo fuorilegge e costretto alla clandestinità, Vasile Luca fu eletto segretario del comitato regionale di Brașov.
In occasione del famoso sciopero di Lupeni, città mineraria della Transilvania, nel 1929 fu eletto, insieme ad Alexandru Nicolschi, al Politburo interno, uno dei due organismi direttivi stabiliti dal Comintern (l'altro era controllato dall'interno dall'Unione Sovietica).
In seguito, entrò in conflitto coi vertici del partito e fu per questo condannato dagli ispettori del Comintern e dalla componente stalinista del partito stesso; fu esautorato delle sue funzioni e costretto all'autocritica.

### La prigione e l'esilio
A causa delle sue posizioni, fu arrestato più volte: nel 1924, nel 1933 e infine nel 1938. Nel corso di un processo tenutosi a Cluj nel 1927, nel quale era imputato anche Boris Stefanov, fu difeso con successo da alcuni avvocati ingaggiati coi fondi del Soccorso Rosso Internazionale. Nel processo del 1938, invece, fu difeso dall'avvocato e politico comunista Ion Gheorghe Maurer . Fu imprigionato a Černivci con l'accusa di aver tentato di attraversare il confine tra il Regno di Romania e la Repubblica socialista sovietica ucraina, dopo l'annessione da parte dell'Unione Sovietica della Bessarabia e della Bucovina settentrionale (vedi anche occupazione sovietica della Bessarabia e della Bucovina settentrionale).
Nel periodo successivo alle grandi purghe, Vasile Luca riorientò la sua azione politica, dopo aver già rinnegato la sua precedente amicizia con Imre Aladar, che era stato vittima proprio delle grandi purghe staliniane; allo stesso modo Luca si comportò con Vitali Holostenco, Eugen Rozvan e Elek Köblös. Assunse la cittadinanza sovietica, divenendo poi vicesindaco a Černivci e successivamente delegato della Repubblica socialista sovietica ucraina al Soviet delle Nazionalità; in quest'ultimo ruolo, Luca contribuì alla deportazione di quasi 30000 cittadini dalla Bucovina settentrionale alle Repubbliche asiatiche dell'Unione Sovietica. Il 26 marzo 1941 tenne a Storožynec' un discorso di fronte a una folla di persone che protestava contro l'amministrazione sovietica, definendole "spie, nemici e deviazionisti": la folla a quel punto lo interruppe bruscamente. Il 1º aprile un gran numero di persone dei villaggi vicini furono trucidate mentre tentavano di attraversare il confine tra Unione Sovietica e Romania presso il villaggio di Fântâna Albă (oggi Bila Krynycja, villaggio della Bucovina settentrionale in territorio ucraino).
Dopo l'inizio dell'operazione Barbarossa ricoprì un ruolo fondamentale nel creare una sezione in lingua romena di Radio Mosca, che trasmetteva la propaganda comunista contro il regime di Ion Antonescu e i suoi alleati nazisti. In quel periodo ebbe inizio la sua collaborazione con Ana Pauker, che guidava allora la cellula principale dell'ala esterna del Partito Comunista Rumeno, creata da un gruppo di esuli romeni che avevano trovato rifugio nel periodo inter-bellico in Unione Sovietica. In seguito, si arruolò nell'Armata Rossa, contribuendo a reclutare prigionieri di guerra romeni a formare la divisione Tudor Vladimirescu; verso la fine del 1944 tornò in patria insieme alle truppe sovietiche, che occuparono il paese allora schierato con le forze dell'Asse. Tempo dopo, Luca spiegò di aver accolto negativamente la notizia che truppe locali, guidate dal re Michele I di Romania, avevano preso l'iniziativa per cercare di esautorare Ion Antonescu e schierare il paese al fianco degli Alleati: l'obiettivo dei comunisti, infatti, era attendere l'arrivo dell'Armata Rossa, ormai alle porte, prima di entrare in azione.

### La carriera politica
Un anno dopo divenne segretario del partito e, poco tempo dopo, Ministro delle Finanze e vice-Primo ministro nel governo di Petru Groza, che aveva in precedenza aiutato a salire al potere, durante le proteste popolari contro il governo di Nicolae Rădescu. In quel periodo divenne uno dei protagonisti della lotta politica fra il Partito Comunista Rumeno,da un lato, e il Partito Nazionale Contadino e il Partito Nazionale Liberale, dall'altro: pronunciò diversi discorsi animati sulla questione del ritorno della Transilvania del Nord alla Romania (consigliando di rimandarlo), sul progetto riguardante l'instaurazione di una dittatura del proletariato e sulla collettivizzazione